# Jeanne et Serge
Jeanne et Serge (アタッカーYOU!, Atakkā Yū!) est une série d'anime en 58 épisodes de 26 minutes, créée par Shizuo Koizumi, tiré d'un manga éponyme en trois volumes paru aux éditions Kōdansha et diffusé au Japon entre 1984 et 1985.
En France, la série d'animation est diffusée à partir du 31 août 1987 dans l'émission Youpi ! L'école est finie sur La Cinq. Rediffusion à partir du 1er février 1988, puis à partir du 2 février 1989 sur La Cinq. Puis à partir du 14 février 1990 dans Éric et Noëlla sur Antenne 2, entre novembre 1994 et décembre 1996 dans le Club Dorothée sur TF1, sur TMC Monte Carlo en 2002, RTL9, AB Cartoons, et en 2003 sur France 5 dans l'émission Midi les Zouzous, et Gulli en 2007 puis rediffusé en 2010.

## Synopsis
Cette série raconte l'histoire de Jeanne (Yū) tout juste arrivée à Tokyo qui découvre au sein de son lycée la passion du volley-ball et s'amourache également de Serge (Shiro) qui joue, lui dans l'équipe masculine de volley-ball. Au fil des 58 épisodes, nous suivrons Jeanne, de la simple équipe d'amateur de volley-ball au sein de son lycée jusqu'à ses qualifications pour les Jeux olympiques de Séoul.

## Anime

### Liste des épisodes
| Ép. | Titre français Traduction du titre japonais                         | Titre japonais             | Titre japonais                        | Date de 1re diffusion |
| Ép. | Titre français Traduction du titre japonais                         | Kana                       | Rōmaji                                | Date de 1re diffusion |
| --- | ------------------------------------------------------------------- | -------------------------- | ------------------------------------- | --------------------- |
| 1   | Une nouvelle compagne d'école You, transférée avec un enfant        | 子連れ転校生・優           | Kozure tenkōsei, Yū                   | 13 avril 1984         |
| 2   | Le Prince charmant J'ai trouvé le prince du terrain                 | 見つけた!コートのプリンス  | Mitsuketa, kōto no purinsu            | 20 avril 1984         |
| 3   | Le Match Je brille sur le terrain                                   | 輝きはコートの中に         | Kagayaki wa kōto no naka ni           | 27 avril 1984         |
| 4   | Mon premier match The rival ! Premier match                         | ザ・ライバル!初試合        | Za raibaru! Hatsu shiai               | 4 mai 1984            |
| 5   | Une terrible défaite Match acharné contre Sunlight                  | 白熱のサンライト戦         | Hakunetsu no sanraito-sen             | 11 mai 1984           |
| 6   | La Victoire de Serge Je veux devenir titulaire                      | レギュラーにチャレンジ!    | Regyurā ni charenji                   | 18 mai 1984           |
| 7   | Une lettre d'amour La lettre d'amour tant attendue                  | 夢に見たラブレター         | Yume ni mita raburetā                 | 25 mai 1984           |
| 8   | Rencontre amicale Le match de l'amitié                              | 友情の紅白戦               | Yūjō no kōhaku-sen                    | 1 juin 1984           |
| 9   | La Journée des surprises Déclaration ! Je t'aime, Sô                | 告白!爽さんが好き          | Kokuhaku! Sô-san ga suki              | 8 juin 1984           |
| 10  | L’amitié Le club se désunit                                         | バラバラのバレー部         | Barabara no barē-bu                   | 15 juin 1984          |
| 11  | La Fête de fin d'année Un as couvert de blessures                   | キズだらけのエースナンバー | Kizu-darake no ēsunanbā               | 22 juin 1984          |
| 12  | La Force de l'espérance J'attaque mes rivales                       | ライバルにアタック!        | Raibaru ni atakku                     | 13 juillet 1984       |
| 13  | Un entraîneur trop sévère L'entraîneur va démissionner ?            | エッ!?監督がやめる?        | E!? Kantoku ga yameru?                | 27 juillet 1984       |
| 14  | Un nouvel entraîneur Le redoutable service smashé                   | 涙のスパイクサーブ         | Namida no supaikusābu                 | 3 août 1984           |
| 15  | Promesse tenue Les J.O. de You                                      | 優のオリンピック           | Yū no orinpikku                       | 10 août 1984          |
| 16  | L’affrontement Balles enflammées                                    | 燃えあがる白球!            | Moe agaru hakkyū!                     | 17 août 1984          |
| 17  | Un choix difficile You, toujours joyeuse                            | 風にゆれる少女・ユウ       | Kaze ni yureru shōjo Yū               | 24 août 1984          |
| 18  | L’épreuve de force Allons vers les équipes professionnelles         | 実業団にアタック!          | Jitsugyō-dan ni atakku!               | 31 août 1984          |
| 19  | La Cure d'amaigrissement You et Deku souffrent pour perdre du poids | 減量に泣くユウとデク       | Genryō ni naku Yū tō Deku             | 7 septembre 1984      |
| 20  | Amies mais rivales Ligue d'été enflammée                            | 燃えるサマーリーグ         | Moeru samārīgu                        | 14 septembre 1984     |
| 21  | Le Bracelet de force Le smash ultime                                | 幻の必殺スパイク           | Maboroshi no hissatsu Supaiku         | 21 septembre 1984     |
| 22  | Lettre d'un fan Ma première lettre d'une fan                        | 初めてのファンレター       | Hajimete no fanretaa                  | 28 septembre 1984     |
| 23  | Le Professeur Jeanne You entraîneur ?                               | エエッ!ユウが監督?         | Eetsu! Yū ga kantoku ?                | 5 octobre 1984        |
| 24  | Drame au club Vers la jeunesse                                      | 青春へのスタンバイ         | Seishun e no Sutanbai                 | 12 octobre 1984       |
| 25  | La Proposition de Daïmon You visée                                  | 狙われたユウ               | Nerawareta Yū                         | 19 octobre 1984       |
| 26  | La Convocation L'équipe des mères s'enflamme                        | 情熱のママさんバレー       | Jounetsu no Mama-san baree            | 26 octobre 1984       |
| 27  | La Remplaçante L'attaque arrière de l'amitié                        | 友情のバックアタック       | Yuujou no bakkuatakku                 | 2 novembre 1984       |
| 28  | Une autre sœur pour Sunny Duel ! La panthère noire du Pérou         | 対決!ペレーの黒豹          | Taiketsu ! Perū no kurohyou           | 9 novembre 1984       |
| 29  | Jeanne se blesse Défi de taille                                     | 高さへの挑戦               | Takasa e no chousen                   | 16 novembre 1984      |
| 30  | Plus forte que la douleur Une attaquante solitaire                  | 孤独のエースアタッカー     | Kodoku no eesuatakka                  | 23 novembre 1984      |
| 31  | La Convalescente Voyage vers la guérison                            | 復活への旅立ち             | Fukkatsu e no tabidach                | 30 novembre 1984      |
| 32  | Le Match Brûle ! Service plongeant                                  | 燃えろ!ダイビングサーブ    | Moero ! Daibingusaabu                 | 7 décembre 1984       |
| 33  | Remise en question Nami arrête le volley !?                         | ナミがバレーを辞める!?     | Nami ga Barea wo yameru !?            | 12 décembre 1984      |
| 34  | Une partie décisive Dernier match acharné                           | 白熱のファイナルゲーム     | Hakunetsu no fainarugeemu             | 21 décembre 1984      |
| 35  | Le Championnat Notre souhait ! Remporter la ligue du Japon          | 悲願!日本リーグ優勝        | Higan ! Nihon riigu yuushou           | 28 décembre 1984      |
| 36  | Un choix difficile Cours vers l'avenir !!                           | 明日に向かってダッシュ!!   | Ashita ni mukatte dasshu !!           | 4 janvier 1985        |
| 37  | Une nouvelle rivale Une nouvelle rivale                             | 新たなるライバル           | Arata naru raibaru                    | 11 janvier 1985       |
| 38  | Deux grandes championnes Explosion ! La puissance des étrangères    | 炸裂!外人パワー            | Sakuretsu ! Gaijin pawaa              | 18 janvier 1985       |
| 39  | Yoghina jette l'éponge Passer le mur de niveau international !      | 世界の壁を破れ!            | Sekai no kabe wo yabure !             | 25 janvier 1985       |
| 40  | Le Tournoi de l'Open Début ! Le tournoi open du Japon               | 開幕!全日本選手権          | kaimaku ! Zennihon senshuken          | 1 février 1985        |
| 41  | Un match très difficile Lutte acharnée ! Troisième tour             | 激闘!3回戦                 | Gekitou ! 3 kaisen                    | 8 février 1985        |
| 42  | Qualification pour l'équipe nationale L'attaque de feu !            | 炎のライトアタック!        | Honoo no raitoatakku !                | 15 février 1985       |
| 43  | Objectif : les Jeux olympiques Confrontation ! Le volley de Daïmon  | 対決!大門バレー            | Taiketsu ! Daimon baree               | 22 février 1985       |
| 44  | Le Complot contre Jeanne La sélection du Japon tant attendue        | 幻の全日本入り             | Maboroshi no zennihon iri             | 1 mars 1985           |
| 45  | Une amie sincère Victoire miraculeuse                               | 奇跡の逆転優勝             | Kiseki no gyakutenyuushou             | 8 mars 1985           |
| 46  | Une nouvelle bouleversante Match décisif                            | 宿命の紅白戦               | Shukumei no kouhaku sen               | 15 mars 1985          |
| 47  | Une preuve de maturité Redeviens toi-même, as du Japon !            | 甦れ!全日本エース          | Yomigaeru ! Zennihon eesu             | 22 mars 1985          |
| 48  | L’explication A fond ! Match Japon - URSS                           | 燃えろ!日ソ対抗            | Moero ! Nisso taikou                  | 29 mars 1985          |
| 49  | Tension au sein de l'équipe nationale Qui sera l'as du Japon ?      | 全日本のエースは誰?        | Zennihon no eesu wa dare ?            | 19 avril 1985         |
| 50  | Le Complot de Daïmon Nouvelles venues                               | 心騒ぎのニューフェイス     | Kokoro sawagi no nyuufeisu            | 26 avril 1985         |
| 51  | Rivalité Rivale prédestinée, match enflammé                         | 宿命のライバル炎の対決     | Shukumei no raibaru honoo no taiketsu | 3 mai 1985            |
| 52  | L’attaque laser Gagne ! Attaque laser                               | 打ち勝て!レーザーアタック  | Uchikate ! Reezaaatakku               | 10 mai 1985           |
| 53  | Le choix de Daïmon Evincée de la place d'as                         | 奪われたエースの座         | Ubawareta eesu no za                  | 17 mai 1985           |
| 54  | Ambition aveugle L'importance du jeu d'équipe !                     | チームワークなき闘い!      | Chiimuwaaku naki tatakai !            | 24 mai 1985           |
| 55  | Le Retour de Mitamura Duel ! Hiraku contre You                      | 対決！ひかるVS 優          | Taiketsu ! hikaru VS Yū               | 31 mai 1985           |
| 56  | La Revanche de Tulia Vise la place d'as du Japon                    | めざせ！全日本エース       | Mezase ! zennihon eesu                | 7 juin 1985           |
| 57  | Le Match décisif Bouillant ! Le dernier set                         | 熱闘!ファイナルセット      | Nettou ! Fainarusetto                 | 14 juin 1985          |
| 58  | L’excursion Déploie tes ailes, as de demain                         | はばたけ!明日のエース      | Habatake ! Ashita no eesu             | 21 juin 1985          |

### Musique
Le générique japonais de début s'intitule Seishun Prelude (青春プレリュード) de Harumi Kam, et le générique de fin est TWINKLE, TWINKLE de Harumi Kamo. En français, les génériques de début et de fin s'intitule Jeanne et Serge de Valérie Barouille[source secondaire nécessaire] avec les paroles d'Alessandra Valeri-Manera, et la musique de Carmelo Carucci.

### Doublage
- Yuko Kobayashi (VF : Jackie Berger) : Jeanne Hazuki/You Hazuki
- Ken'yû Horiuchi  (VF : Thierry Bourdon) : Serge Tachiki/Shô Tachiki
- Michihiro Ikemizu (VF : ?) : Toshiko/Toshihiko Hazuki
- Kazuyuki Sogabe (VF : Thierry Bourdon) : Danny Mitamura/Shingo Mitamura
- Naoko Matsui (VF : Joëlle Guigui) : Peggy Hayase/Nami Hayase
- Yumi Takada (VF : Hélène David et Anne Kerylen) : Marie Takigawa/Eri Takigawa
- Shigezou Sasaoka (VF : Christian Pélissier) : M. Daimon
- Kumiko Takizawa (VF : ?) : Kyushi Tajima/Kanako Tajima
- Runa Akiyama (VF : Catherine Privat et Marie-Laure Beneston) : Sunny

### Développement

#### Popularité
En France, la série fait succès de La Cinq lors de sa diffusion. Il suscita alors un engouement phénoménal jusqu'à faire la couverture de Télé Poche. Les clubs de volley-ball étaient alors saturés tant la vocation pour ce sport était grande. Le volley se mit à concurrencer le football dans les cours de récréation. Chaque enfant voulait à la fin des années 1980 devenir Jeanne Hazuki, l'attaquante la plus célèbre du petit écran. Les inscriptions à la FFVB vont jusque doubler dans certaines catégories. Triplement des inscriptions des moins de douze ans en volley, dans toutes les régions où La Cinq est reçue.
Toutefois, cet engouement ne profita pas au volley français pour plusieurs raisons :
- les clubs n'étaient pas structurés pour accueillir tant de nouveaux joueurs. Il y a peu de clubs loisirs ou compétition pour débutants ;
- le volley est un sport difficile d'accès pour un débutant, car il requiert une grande maîtrise technique.
- le décalage entre la facilité des gestes dans Jeanne et Serge (smash, service) et la réalité du volley ont découragé les enfants ;
- le manque d'entraineurs, de gymnases, et de créneaux destinés aux débutants afin de leur enseigner la technique du volley ;
- les instances du volley, trop éloignées de la culture manga, n'ont ni anticipé ni essayé de tirer profit du succès du dessin animé.

Cette mode disparait lorsque le dessin animé s'acheva. Le volley n'a à ce jour, plus connu une telle publicité gratuite.
Déjà lors de sa première diffusion sur Italia 1, la série était fortement censurée, des scènes jugées trop choquantes pour un jeune public montrant, par exemple Jeanne qui menace son petit frère de le lâcher dans le vide depuis le haut de l'immeuble s'il n'allait pas à la piscine ou qui gifle son père qui l'avait abandonnée. Ces mêmes censures sont présentes dans la version française, celle-ci étant adaptée de la version italienne.
Lors de la rediffusion de la série dans les années 1990 dans le Club Dorothée, on supprima d'autres scènes pourtant présentes en 1987, à savoir les sévères corrections que subit Jeanne ou d'autres filles de la part de son entraîneur Daïmon avant d'arriver au plus haut niveau. Cette version amputée est toujours celle diffusée, y compris en DVD. L'intégrale de la série en coffret de 9 DVD parue en 2010 présente pour la première fois la version intégrale et non censurée de la série, en version originale sous-titrée ainsi qu'en version française. Les passages initialement censurés sont laissés en langue japonaise lorsqu'ils sont regardés en version française, ces passages n'ayant pas été doublés à l’origine.
Il est à noter que cette série est l'une des rares dont l'adaptation française eut conservé les noms originaux pour un très grand nombre de personnages. Ainsi, l'ensemble des noms de famille est repris, et seuls les personnages principaux, comme Jeanne et Serge justement, et très récurrents, comme Marie ou Peggy, adoptent un prénom francisé, tout en gardant leurs noms japonais. Sunny constitue une exception.
D'une manière générale, la version française reste très fidèle à l'originale alors même qu'elle fut diffusée à une période où les studios d'adaptation jugèrent utile de taire toutes les allusions asiatiques dans les séries japonaises. Ainsi, là où Embrasse-moi Lucile connaît une francisation allant jusqu'à remplacer Tokyo par Paris, Jeanne et Serge conserve l'environnement de l'intrigue. On entendra par exemple Jeanne vouloir se rendre à Sapporo ou encore viser les Jeux Olympiques de Séoul.

#### Versions étrangères
Jeanne et Serge est la version française du manga japonais produit en 1984. Cette série existe également en italien : Mila e Shiro - Due Cuori nella Pallavolo (Mila et Shiro - Deux cœurs au volley-ball), en polonais : Pojedynek Aniołów (Duel d'anges) et en espagnol  : Juana y Sergio (Jeanne et Serge). Alors que le titre de la version japonaise met en avant Jeanne (Yū dans la version originale), la majeure partie des adaptations européennes a choisi un titre avec deux prénoms. Serge est pourtant peu présent physiquement dans la série, puisqu'il quitte le lycée plus tôt que Jeanne. Néanmoins, cette dernière pense souvent à lui ; il l'inspire dans les moments difficiles et elle pense à lui dans les moments de joie. Le titre européen met donc en avant leur relation.
Il existe également une série d'animé sur des joueuses de volley-ball plus ancienne appelée les Attaquantes (アタックNo.1), datant de 1969, qui existe aussi en allemand (Mila Superstar), en italien (Mimì e la nazionale di pallavolo ou Quella Magnifica Dozzina dans le premier doublage), et en espagnol (La Panda de Julia).
Enfin, une autre série appelée Smash (Ashita e Attack, Nippon Animation, 1977) a vu le jour en 1977, et existe aussi en italien (Mimì e le ragazze della pallavolo). Beaucoup semblent confondre ces deux derniers dessins animés.

#### Suite
New Attacker YOU  (続・アタッカーYOU, Zoku atakkā YOU), est une série d'anime en 52 épisodes de 25 minutes, de production sino-japonaise. Elle est réalisée par Tomoharu Katsumata, en 2008 et diffusé en Chine sur Darian Cartoon. Au Japon, la série n'est distribuée qu'en DVD. En Italie elle est diffusée sous le titre Mila e Shiro - Il sogno continua sur Italia 1 entre le 26 septembre 2011 et le 24 octobre 2011. Elle n'est pas diffusée en France.
La série raconte l'histoire de Mila (Jeanne) qui à la suite d'une rupture du tendon d'Achille et une longue convalescence, retrouve Shiro (Serge) comme entraineur dans un club chinois, les Dragon Ladies.